# Henry Charles Banister
Henry Charles Banister   (Londres, 13 de juny de 1831 - 20 de novembre de 1897) fou un compositor i pianista anglès.
Banister era fill de John Banister, músic violoncel·lista. Ingressà en la Royal Academy of Music de Londres a l'edat de quinze anys, i allà fou alumne de Cipriani Potter. Acabats els estudis fou professor d'aquell centre (1853) i de la Guildhall School of Music and Drama, i també ensenyà en el Reial Col·legi Normal de Cecs. Va escriure nombroses obres simfòniques, quartets per a instruments de corda i peces per a piano. A més va escriure el manual Text-Book o Musik (1872).